# Mercadotecnia experiencial
La mercadotecnia experiencial o marketing experiencial (del inglés experiential marketing) es una metodología relacionada con la disciplina de la mercadotecnia que se fundamenta en la premisa de que un cliente elige un producto o servicio por la vivencia que le ofrece antes de la compra y durante su consumo. 
Así, mientras el marketing tradicional se centra en aspectos del producto como su calidad, sus características y sus beneficios, la mercadotecnia experiencial se centra en el propio cliente y las experiencias que este obtiene durante la comercialización y uso del producto o servicio
La metodología de la mercadotecnia experiencial se basa en utilizar tácticas y enfoques innovadores basados en la creación de experiencias para llegar al consumidor de forma creativa, convincente y memorable, de forma que éstos no se limiten a escuchar o leer los mensajes publicitarios, sino que los vivan. El fin último de la mercadotecnia experiencial es el de crear una vinculación emocional entre el consumidor y la  marca que suponga un elemento diferenciador frente a la competencia. 

## Antecedentes

### Desarrollo y diferenciación de la mercadotecnia tradicional
A partir de la década de los ochenta, el valor de las emociones adquiere un peso fundamental en el proceso de compra y consumo. La mercadotecnia comienza a tomar en cuenta las emociones de los individuos, además de las decisiones racionales de elección. En este sentido, adquiere una orientación posmoderna y compleja pues el interés es crear experiencias holísticas, vinculando las experiencias memorables y únicas del cliente.
El enfoque tradicional de la mercadotecnia es ineficiente para proporcionar experiencias únicas en el proceso de consumo y post-consumo. Debido a que se centra en funcionalidades del producto como la utilidad y uso. 
Bernd Schmitt considera tres factores que permitieron el surgimiento de la mercadotecnia experiencial: 
1. Vinculación por medio de las Tecnologías de Información: las empresas y los clientes pueden comunicarse y vincularse más fácilmente.
2. Información desde las Tecnologías de la Información: la información da conocimiento a las empresas sobre cómo relacionarse con los clientes y externalidades y qué medidas adoptar.
3. Comunicación entre actores: el diálogo entre ambas partes permite a las empresas poner énfasis al cliente.

Es decir, el desarrollo tecnológico sirvió de medio para la innovación empresarial.
De esta manera, surgieron diferencias fundamentales entre la mercadotecnia tradicional y la experiencial. Moral y Fernández sobre la base de B. Schmitt señalan cuatro.
- Las experiencias permiten enganchar al cliente a través de emociones y recuerdos además de la satisfacción de uso a través del producto o servicio.
- La concepción holística del cliente a diferencia de la meramente racional.
- Uso de metodologías interdisciplinarias y no solamente analíticas o estadísticas.
- Evalúa el contexto sociocultural de consumo, además de las características de la oferta.

### Antecedentes de la investigación
Los primeros investigadores en resaltar el papel de las emociones fueron Holbrook y Hirschman (1982), al cuestionar la funcionalidad plenamente utilitarista de los productos o servicios y proponer el enriquecimiento por emociones.
En 1998, Pine y Gilmore lanzan la obra Experience Economy que fue la primera referencia teórica para el desarrollo de la mercadotecnia experiencial. Conceptualiza a la experiencia como el resultado entre un sujeto o varios y una actividad o evento, sea éste físico, intelectual, emocional o espiritual. Identifica 2 categorías que enmarcan cuatro tipos de experiencia: 
1. La participación del cliente durante la experiencia puede ser pasiva o activa. Para la primera, el involucramiento no es esencial para que el desarrollo exitoso de la experiencia; en la activa, la participación es el elemento clave.
2. La relación o diálogo con el cliente durante la experiencia. La primera es de absorción, donde las personas evalúa internamente el evento. La segunda, inmersión, es cuando el cliente participa en la creación de la experiencia.[6]

Como resultado hay cuatro experiencias: entretenimiento que se produce por experimentar sensaciones; Estética por la contemplación e interacción con el medio; educativas que implica participar y estar dispuesto a conocer cosas nuevas y; escapista que implica la participación total como en deportes. Es decir que la experiencia depende de si la persona es protagonista o receptor.

## Origen y concepto

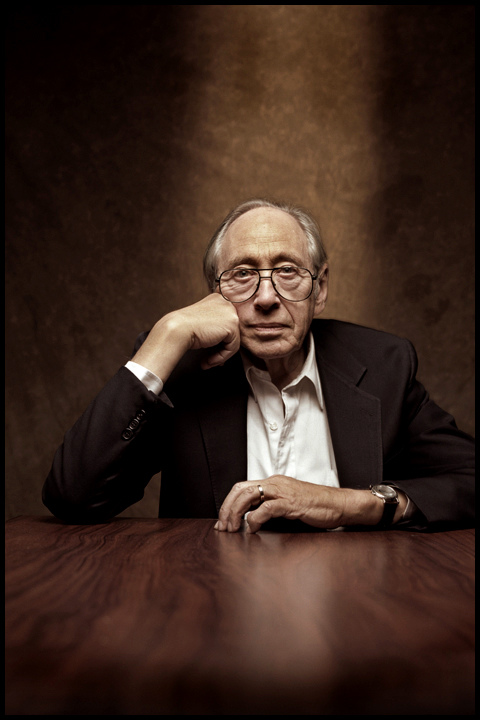
El escritor Alvin Toffler ya preconizó en 1970 el surgimiento de una «industria experiencial»

La mercadotecnia experiencial nace como respuesta al cambio de paradigma en la relación marca-cliente: el consumidor del siglo XXI ya no es un actor pasivo y tiene un perfil más crítico e informado, que busca sensaciones nuevas incluso en el mismo proceso de compra, y que rechaza la uniformidad de las propuestas del mercado actual.

El consumidor se ha vuelto escéptico. Ahora es mucho más difícil convencerle de las ventajas de una oferta. La opción posible de muchos anunciantes es la búsqueda de
mecanismos de comunicación alternativos y de personificaciones o atributos éticos alrededor de las cuales presentar los productos.
Instituto Nacional del Consumo, 2000

Varios autores han analizado el impacto social del comportamiento de los consumidores. Uno de los pioneros en llamar la atención sobre esto fue el intelectual estadounidense Alvin Toffler, quien en 1971 en su libro El shock del futuro ya criticaba «las grandes dificultades de los economistas para imaginar alternativas al comunismo y el capitalismo» y preconizaba un futuro en el que los consumidores preferirían invertir una parte significativa de sus salarios en vivir «experiencias increíbles», lo que motivaría el surgimiento de una «industria experiencial».
Más tarde, los autores Josep Pine y James Gilmore llevan un paso más allá las ideas de Toffler, defendiendo que estamos asistiendo a un cambio radical desde el punto de vista económico, y que el mercado de servicios pronto será sustituido por el «mercado de experiencias»:

Si te pagan por algo físico que ofreces, estás en un mercado de bienes; si lo hacen por las actividades que ofreces, estás en uno de servicios; y si es por el tiempo que pasan contigo estás en el mercado de experiencias.
Pine y Gilmore, 1998

## Pilares de la mercadotecnia experiencial
Max Lenderman, fundador de la Asociación Internacional de la Mercadotecnia Experiencial (IXMA) y considerado uno de los pioneros en el campo profesional del marketing experiencial, presenta en su libro Experience the Message: How Experiential Marketing Is Changing the Brand World el siguiente manifiesto del marketing experiencial:
1. El marketing experiencial debe predicarse dentro de una interacción personal entre el marketiniano y el consumidor.
2. El marketing experiencial se llevará a cabo cuando el consumidor diga.
3. Las campañas de mercadotecnia experiencial deben aportar un beneficio significativo al consumidor.
4. La mercadotecnia experiencial se basa en involucrar a la gente.
5. El marketing experiencial debe basarse en la experiencia individual.
6. El objetivo de la mercadotecnia experiencial es la consecución del éxito mediante propuestas innovadoras y de tácticas para llegar al consumidor de forma creativa y convincente.
7. El marketing experiencial es lo bastante idealista como para dar poder al consumidor individual y es lo bastante perro callejero como para lograr desatar el poder de la activación de las bases.
8. La mercadotecnia experiencial es una cuestión de autenticidad.
9. El marketing experiencial asume que el mundo por completo es un medio y que el universo entero es su base de consumidores.

Por otro lado, Elena Alfaro, doctora en Mercadotecnia, referencia internacional en CEM y autora de varias obras sobre la materia, basa el enfoque del marketing experiencial en las siguientes premisas metodológicas:
1. Crear experiencias encaminadas a generar ventas, clientes comprometidos y nuevas vías de lograr ingresos.
2. Entender la gestión de experiencia de cliente como una forma de generar ayuda al cliente.
3. Incorporar a la investigación del consumidor, basada tradicionalmente en encuestas, entrevistas personales y grupo de interés, técnicas de medición neurocientífica (medidores de atención, galvanómetros), de análisis observacional, lingüístico, semántico, reconocimiento facial e inferencias predictivas (modelos econométricos para definir qué aspectos perceptivos y emocionales impactan en determinados comportamientos).
4. Implicación al más alto nivel dentro de la empresa: el equipo directivo tiene que creer en la mercadotecnia experiencial, sentirlo y transmitirlo.
5. Implicación también a nivel de empleados como embajadores de la marca.
6. Aplicación de mercadotecnia estética, basada en generar impresiones positivas en los clientes acerca de la personalidad de la marca.
7. Trabajar las tres fases de la experiencia: anticipación, vivencia y recuerdo de la experiencia generada.
8. Innovar de forma constante.
9. Adoptar un modelo que contribuya a la estrategia de negocio.
10. Poner todo esto en práctica con auténtica pasión.

## Estrategias
Schmitt considera las interacciones entre el usuario y el servicio o producto como la experiencia del cliente. La participación del cliente se mide a través de la comparación entre las expectativas y los estímulos recibidos. Cada sujeto experimenta de forma distinta y única según el conjuntos de experiencias vividas, el contexto sociocultural y el producto a vender, lo que moldea que cada interpretación y respuesta sea diferente.
Schmitt desarrolla cinco modelos de respuesta que representan la experiencia del cliente. Estos son denominados módulos experienciales estratégicos: sentimientos, sensaciones, pensamientos, actuaciones y relaciones.
Con base a cada una de las experiencias anteriores, se desarrollan estrategias de mercadotecnia distintas.
1. Mercadotecnia de sentimientos. Busca evocar sentimientos en el proceso de venta y uso del producto o servicio. La intensidad varía dependiendo de la propuesta y de los resultado a los que buscan llegar.
2. Mercadotecnia de sensaciones. Su finalidad es brindar placer y satisfacción a través de los sentidos. Para lograr el impacto sensorial es necesario Estimular al usuario a través de referencias conocidas, el Proceso se refiere al medio de transmisión de mensaje y la Consecución es la aprehensión cognoscitiva de la experiencia.
3. Mercadotecnia de pensamientos. El objetivo es tender a un pensamiento creativo y positivo hacía el producto o servicio. La empresa dispondrá de técnicas que provoquen intriga, duda, ansiedad para despertar la creatividad por el uso.
4. Mercadotecnia de actuaciones. Busca generar experiencias sobre aspectos interpersonales, estilo de vida, comportamientos y físico como acciones corporales o señales.
5. Mercadotecnia de relaciones. Implica generar vivencias que sobrepase al individuo: grupos o colectivos que involucren experiencias como las anteriores señaladas, generando un contexto o red que recree valores de la empresa.

Existen herramientas que permiten la planeación estratégica de alguno de los métodos de mercadotecnia anteriores. Tales herramientas son proveedores de experiencia que crean algunas de las cinco experiencias anteriores a partir de la comunicación interna y externa de la empresa, de la creación de identidad visual, de marcas, de espacios, de medios electrónicos y de los empleados.
El instrumento para el diseño y organización de esta mercadotecnia es la matriz experiencial. Éste es un lienzo de planificación donde los proveedores de experiencias y los módulos experienciales estratégicos son visualizados para decidir la estrategia más idónea. El fin último de esta mercadotecnia es vincular diferentes experiencias, individuales y grupales, entre distintos módulos estratégicos para lograr una experiencia holística.

## Casos de mercadotecnia experiencial

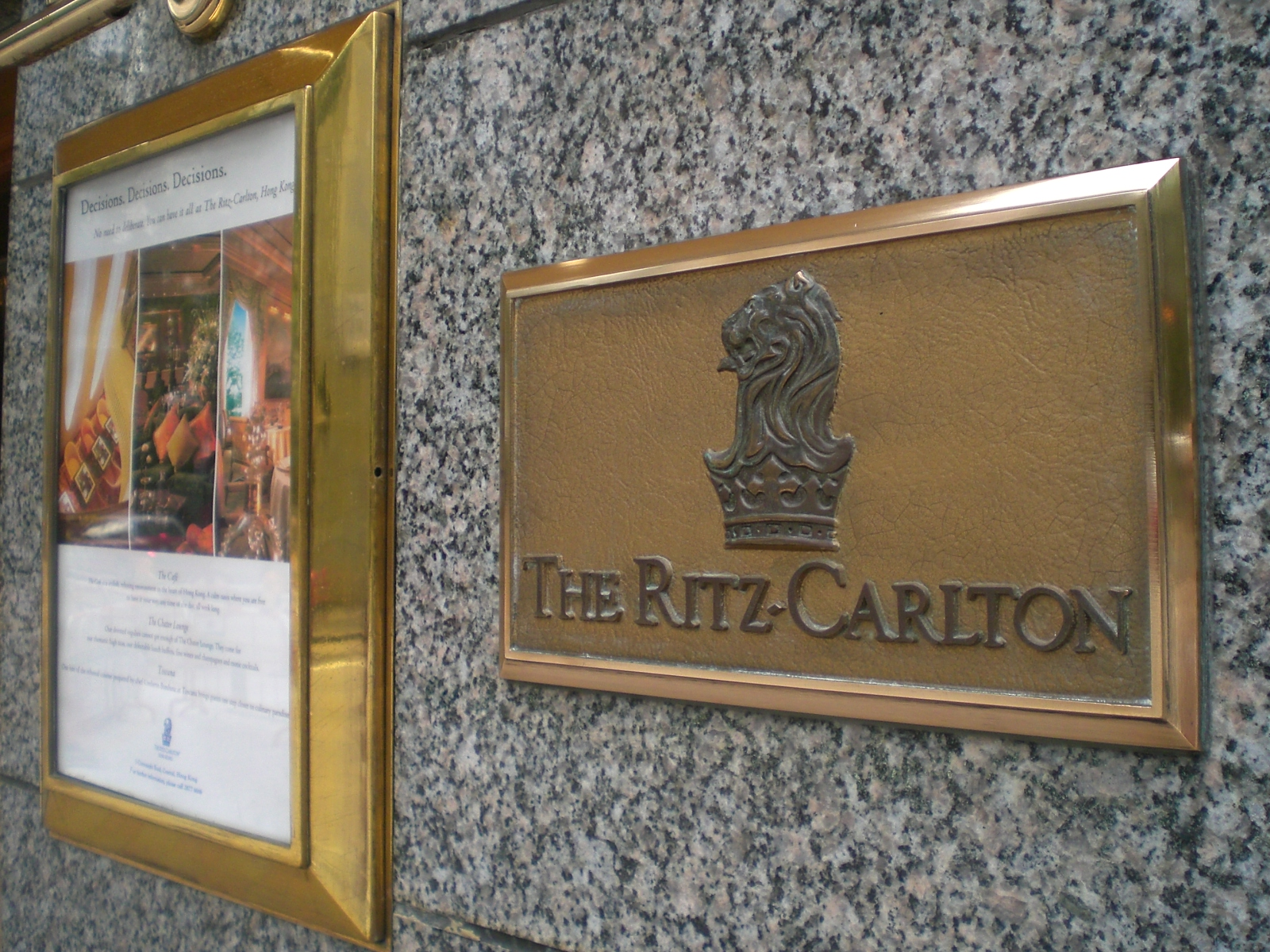
Los hoteles Ritz-Carlton incorporan estrategias de marketing experiencial dentro y fuera de la organización

Empiezan a surgir casos de marcas que ya están trabajando en esta línea, y algunas incluso se asocian con otras compañías para poder ofrecer mejores experiencias a sus consumidores. Algunos ejemplos:
- Los hoteles Ritz-Carlton, cuya atención al cliente es reconocida por su calidad, incorporan criterios de mercadotecnia experiencial y emocional a sus sistemas de reclutamiento y gestión de recursos humanos, consiguiendo fidelizar a la plantilla y alinear a los empleados en su estrategia de experiencia de cliente.[12]
- Starbucks invirtió menos de 10 millones en publicidad entre 1987 y 1998, a pesar de que en ese mismo periodo creó más de 2 000 nuevos establecimientos como respuesta a la creciente demanda. La popularidad de Starbucks se basa en las experiencias, que llevan a sus clientes a recomendar sus establecimientos a amigos y familiares.[13]

- Heineken se asoció con la marca de café Krups para presentar un grifo de cerveza de calidad profesional en las casas.
- La empresa tecnológica Google y la compañía agroalimentaria Nestlé llegaron a un acuerdo en septiembre de 2013 para que la versión 4.4 del software Android fuera lanzada con el nombre de Kit Kat,[14] en referencia a una de las chocolatinas de Nestlé. Se produjeron 50 millones de barritas con la mascota de Android en el envoltorio, y en el envoltorio de las mismas se introducía un concurso con el que los consumidores podrían ganar tabletas y otros premios.[15]